# Avidyā (Budismo)
Avidyā (sânscrito अविद्या; Pāli: अविज्जा, avijjā; fonética tibetana: ma rigpa) na literatura budista é comumente traduzido como "ignorância". O conceito refere-se à ignorância ou equívocos sobre a natureza da realidade metafísica, em particular sobre as doutrinas da realidade de impermanência e do não-eu. É a causa raiz da Dukkha (sofrimento, dor, insatisfação), e afirmado como o primeiro elo, na fenomenologia budista, de um processo que leva ao renascimento sucessivo.
Avidia é mencionada nos ensinamentos budistas como sendo ignorância ou mal-entendido em vários contextos:
- Quatro nobres verdades[8]
- O primeiro elo dos doze elos da originação dependente[9]
- Um dos três venenos da tradição budista Mahayana
- Um dos seis kleshas-raiz dos ensinamentos Mahayana Abhidharma
- Um dos dez grilhões da tradição Theravada
- Equivalente a moha dentro dos ensinamentos Theravada Abhidharma[10]

## Etimologia
Avidyā é uma palavra sânscrita védica composta por a e vidya, significando "sem vidya". A palavra vidya é derivada da raiz sânscrita vid, que significa "saber, perceber, ver, entender". Então avidya significa "não saber". Os termos relacionados a vid* aparecem extensivamente no Rigveda e outros Vedas.
Na literatura védica, avidyarefere-se a "ignorância, ignorância espiritual, ilusão"; nos primeiros textos budistas, afirma Monier-Williams, significa "ignorância com a inexistência".

## Conceito
Avidya é explicada de diferentes maneiras ou em diferentes níveis, dentro de diferentes ensinamentos ou tradições budistas. No nível mais fundamental, é a ignorância ou incompreensão da natureza da realidade; mais especificamente sobre a natureza das doutrinas do não-eu e da origem dependente. Avidya não é falta de informação, afirma Peter Harvey, mas a falta de "uma percepção mais profunda da realidade". Gethin cama a Avidya de "equívoco positivo", não mera ausência de conhecimento. É um conceito-chave no budismo, no qual a "Avidya" sobre a natureza da realidade, ao invés do pecado, é considerada a raiz básica da Dukkha. A remoção desta Avidya leva à superação daDukkha.
Enquanto a Avidyā encontrada no budismo e em outras filosofias indianas é frequentemente traduzida como "ignorância", afirma Alex Wayman, esta é uma tradução incorreta, porque a palavra significa mais que ignorância. Ele sugere que "falta de sabedoria" seja uma tradução ou interpretação mais adequada. O termo inclui não apenas a ignorância das trevas, mas também o obscurecimento, os conceitos errôneos, a ilusão de ser realidade ou confundir o impermanente como sendo permanente, ou o não-ser como o eu (ilusões).